# American Dragon: Jake Long
Pour les articles homonymes, voir Jake Long.
American Dragon: Jake Long est une série télévisée d'animation américaine en 52 épisodes de 22 minutes, créée par Walt Disney Television Animation et diffusée entre le 21 janvier 2005 et le 1er septembre 2007 sur Disney Channel.
En France, la série a été diffusée à partir du 28 août 2005 sur TF1 dans le Club Disney et sur Disney Channel, et rediffusée en 2008 sur Jetix France, et à partir du 7 avril 2012 sur Disney XD

## Synopsis
Cette série raconte l'histoire d'un jeune garçon, Jake Long, qui descend par sa mère d'une famille de dragons. En conséquence, il a lui-même hérité de la faculté de se transformer à volonté, partiellement ou entièrement, en un dragon, avec toutes les capacités liées à la créature. Son grand-père maternel et sa sœur possèdent eux aussi cette faculté, contrairement à son père, qui ignore que sa famille est principalement composée de reptiles magiques, et à sa mère (pour laquelle les pouvoirs de dragons ont sauté une génération), qui en revanche le sait et cherche à le cacher à son mari.
En tant que Dragon, Jake a pour rôle de défendre son territoire (entre autres, l'Amérique) et toutes les créatures magiques qui y vivent secrètement contre d'éventuelles menaces, notamment des chasseurs (et parmi eux est Rose, la petite amie de Jake). Il est à cette fin entraîné par son grand-père.

## Épisodes

### Première saison (2005-2006)
1. Éducation à l'ancienne (Old School Training)
2. Haleine de dragon (Dragon Breath)
3. Concours de talents (The Talented Mr. Long)
4. La Légende de la dent de dragon (The Legend of the Dragon Tooth)
5. Acte IV, scène 15 (Act 4, Scene 15)
6. Le Copain de classe / Foujà Dog part en balade (Adventures in Trollsitting / Fu Dog Takes a Walk)
7. M. Rotwood veut des preuves (Professor Rotwood's Thesis)
8. L'Œuf / La cambriole (The Egg / The Heist)
9. Mise à l'épreuve (Dragon Summit)
10. Jake, garde du corps (Body Guard Duty)
11. Changement de dragon (Shapeshifter)
12. La Classe de neige (Ski Trip)
13. Retour à la nature (The Long Weekend)
14. Miss Magie (Eye of the Beholder)
15. La Cerise sur le gâteau (Jake Takes the Cake)
16. Les Nuits de Hong Kong (Hong Kong Nights)
17. Halloween ! (The Halloween Bash)
18. Un exposé mouvementé / Une licorne dans Central Park (Fu and Tell / Flight of the Unicorn)
19. Ted et Tracy montent la garde (Keeping Shop)
20. Le Roi du ring (Ring Around the Dragon)
21. La Traque (The Hunted)

### Deuxième saison (2006-2007)
1. Le Nouveau Look de Tracy (Bring It On)
2. Mi-cuit (Half-Baked)
3. L'Académie (The Academy)
4. Un Jake peut en cacher un autre (The Doppelganger Gang)
5. Dragons et Sirènes (Something Fishy This Way Comes)
6. Pris au piège (Breakout)
7. Affaires de famille (Family Business)
8. Le Cours du temps (Hero of the Hourglass)
9. Au pays des rêves (Dreamscape)
10. L'Institut des génies (A Befuddled Mind)
11. Monnaie de singe (Fool's Gold)
12. Le Repas de famille (Feeding Frenzy)
13. Ellie se lâche (Haley Gone Wild)
14. Sérieuse compétition (Supernatural Tuesday)
15. Les Dossiers de Rotwood (The Rotwood Files)
16. Un Noël au poil (Hairy Christmas)
17. Miroir, mon beau miroir (Switcheroo)
18. Croisière d'amour (Love Cruise)
19. Nouvel An chinois (Year of the Jake)
20. Nouveau Départ (Homecoming)
21. Cure de jeunesse (Young at Heart)
22. La Sirène de mon cœur (Siren Says)
23. Ted l'homme grenouille (Shaggy Frog)
24. Fou Dog, vilain toutou (Nobody's Fu)
25. La Rumeur (Magic Enemy #1)
26. Histoire de fantômes (A Ghost Story)
27. Tel père, tel fils (Bite Father, Bite Son)
28. Que la partie commence (Game On)
29. Jalousie furieuse (Furious Jealousy)
30. Être humain (Being Human)
31. Les Long de Hong Kong (The Hong Kong Longs)

## Cross-over
Plusieurs personnages d'American Dragon : Jake Long sont apparus dans un épisode de Lilo et Stitch, la série.

## Distribution

### Voix originales
- Dante Basco : Jake Long
- Keone Young : Luong Lao Shi (le grand-père de Jake)
- John DiMaggio : Fu Dog
- Lauren Tom : Susan Long (la mère de Jake), la conseillère Chang
- Jeff Bennett : Jonathan Long (le père de Jake), le conseiller Kulde, le Chasseur
- Miss Kittie : Shaniqua Chulavista, Trixie Carter
- Amy Bruckner : Haley Long, Millie Fillmore
- Charlie Finn : Ted
- Mae Whitman : Rose
- Matt Nolan : Brad Morton
- Jonathan Freeman : Pandarius
- Jessica DiCicco : Dannika Hunnicutt
- Paul Rugg : Pr Hans Rotwood
- Tara Strong : Sara et Kara Oracle, Veronica
- Sandra Oh : Sun Park
- Cathy Cavadini : Fury
- Laura Ortiz : Vickie

### Voix françaises
- Alexis Tomassian : Jake Long
- José Luccioni : Fu Dog
- Laura Préjean : Rose
- Dorothée Pousséo : Tracy
- Emmanuel Garijo : Ted
- Sasha Supera : Sara et Kara Oracle
- Jean-Claude Donda : Luong Lao Shi
- Tanguy Goasdoué : Jonathan Long (le père de Jake)
- Marie-Charlotte Leclaire : Hailey Long
- Éric Legrand : Pandarus
- Laëtitia Lefebvre : Fury
- Marc Saez : Pr Hans Rotwood
- Marc Alfos : le Chasseur
- Charlyne Pestel : Danika Hunnicutt
- Donald Reignoux : Brad Morton
- Karl-Line Heller : Vickie, Bubonica, Medusa

## Jeux vidéo
La série a été adaptée en jeu vidéo :
- American Dragon: Jake Long - Rise of the Huntsclan (Game Boy Advance, 2006)
- American Dragon: Jake Long - Attack of the Dark Dragon (Nintendo DS, 2006)